# 미 케리다 이사벨
《미 케리다 이사벨》(스페인어: Mi querida Isabel)은 1996년 방영된 멕시코의 텔레노벨라이다.